# Patney
Patney è un piccolo villaggio e una parrocchia civile della contea del Wiltshire che si trova a circa 4,5 miglia a sud-est di Devizes nel Sud Ovest dell'Inghilterra, Regno Unito.

## Geografia

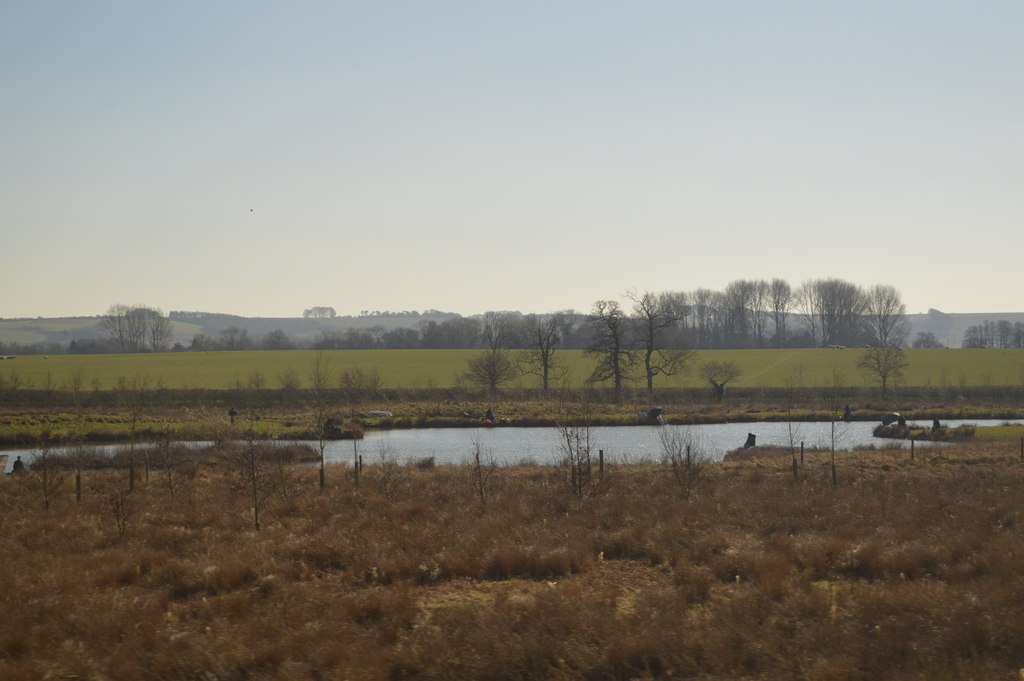
Piccolo lago nella zona alluvionale della parrocchia

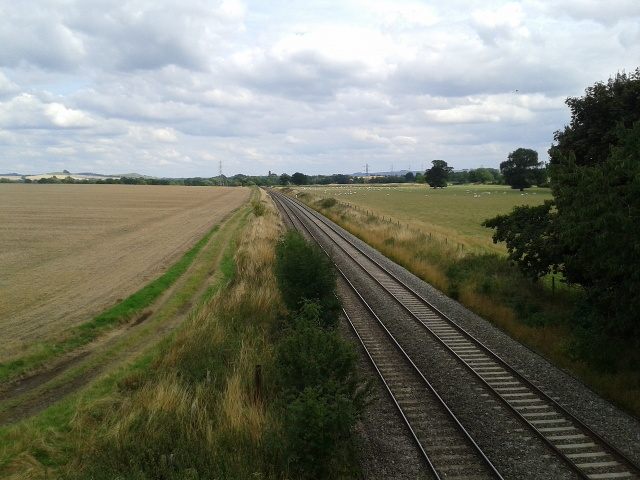
Principale linea ferroviaria che attraversa il territorio vista dal ponte di Patney

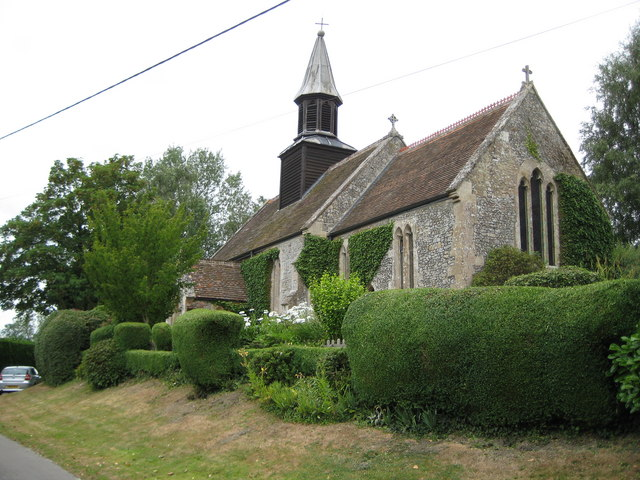
Chiesa di San Svitino

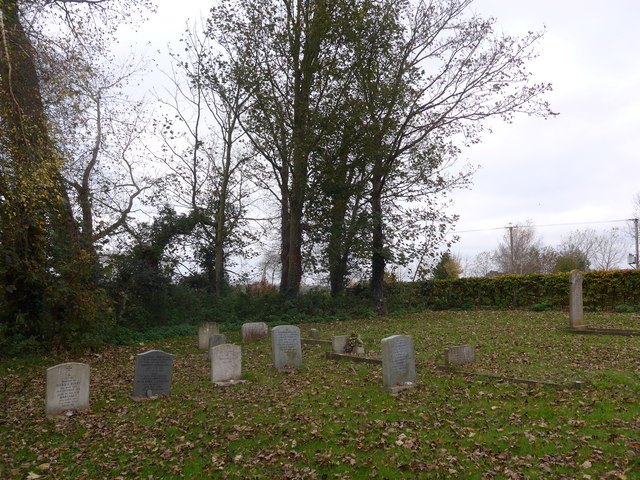
Cimitero adiacente alla chiesa di San Svitino

Il territorio di Patney si trova nella valle di Pewsey e il fiume Avon costituisce parte del confine meridionale della parrocchia. I corsi d'acqua principali della zona scorrono verso sud-est e racchiudono un isolotto di medie dimensioni all'estremità meridionale della palude di Cannings. Dal punto di vista della geografia fisica la parrocchia, vista dall'alto, ha forma approssimativamente ovale con una stretta estensione triangolare a nord-ovest e misura poco più di 2 km dal punto settentrionale del triangolo al corso d'acqua di confine meridionale e circa 2,5 km da ovest a est su una linea a nord del villaggio. I terreni alluvionali bassi che costeggiano i corsi d'acqua di confine si estendono per non più di pochi metri attraverso rive frangiate caratterizzate da conifere.
Due depositi alluvionali più grandi si trovano a ovest e a nord-est del villaggio. Quello a ovest era un tempo il sito di uno dei prati comuni più grandi della parrocchia, mentre quello a nord-est forniva la maggior parte dei suoi pascoli. A parte il territorio alluvionale, che si trova intorno o al di sotto dei 107 metri, è presente un modesto innalzamento, il Lower Chalk, una piccola altura di gesso che raggiunge i 121 metri a nord del villaggio. La parrocchia di Patney è caratterizzata da un'ampia fascia di sabbie verdi e il terreno si eleva quasi impercettibilmente verso nord-est. In passato questo era il sito dei campi arabili aperti ed in parte era adibito a pascolo.

## Storia
Nel territorio sono state trovate pochissime prove di insediamenti preistorici o romani. Nel periodo medievale il territorio non era molto abitato quindi le tasse riscosse localmente erano esigue. I contributi iniziarono a essere un po' più consistenti dalla fine del XVI grazie anche alla presenza di un maniero (Manor) concesso dalla Corona al nuovo capitolo della cattedrale di Winchester. Il maniero e la tenuta ebbero vari proprietari, come William Herbert, conte di Pembroke, e William Pynsent, creato baronetto nel 1687. In seguito arrivarono William Pitt, creato conte di Chatham nel 1766, e William Bouverie, conte di Radnor. Nel 1974 la fattoria del maniero era di proprietà di English Farms Ltd. e nel 1976 di Mereacre Ltd.
Il nome Patney venne utilizzato già attorno al 963 e si pensa che derivi da "terra ben irrigata di Peatta". In alcuni documenti il nome divenne anche Peatanige, Patneye, Peteneia e Pateneye. Anche alcuni campi ebbero un nome, come Clayfield, menzionato in un'indagine di Pembroke del 1570, oppure Maddocks, che significa querce di confine e Seldom Seen, un soprannome dato a un campo nella parte più remota della parrocchia. Nel 1773 le strade che collegavano Patney con i paesi vicini a nord-ovest, est e sud entravano nella parrocchia attraverso i ponti Hail, Limber Stone e Weir. Gli ultimi due erano ancora in uso nel 1976 e servivano strade secondarie. Verso la fine del XVIII secolo una stradina, che nel 1976 era considerata una pista a sud della chiesa, conduceva verso ovest dall'incrocio stradale all'estremità meridionale del villaggio al mulino e poi a Wedhampton a Urchfont.
All'inizio del XIX secolo esisteva un percorso semicircolare dove le sabbie verdi arrivano a toccare l'area alluvionale che dal ponte Limber Stone arrivava fino a Church Mill, a Chirton. La linea ferroviaria che conduceva a nord verso il mulino Stanton, a Stanton St Bernard, probabilmente cessò di essere utilizzata quando fu aperta la Berks & Hants Extension Railway nel 1862. Nello stesso periodo la strada secondaria che conduceva a nord verso All Cannings fu deviata su un ponte. La stazione, Patney & Chirton Junction, fu costruita a ovest del ponte e una stazione secondaria, derivata da questa, venne costruita a Westbury e aperta dalla G.W.R. nel 1900. La stazione fu poi chiusa nel 1966 e i suoi edifici demoliti, ma nel 1976 la linea attraverso Patney a Westbury faceva ancora parte di una linea ferroviaria principale verso ovest.

## Monumenti e luoghi d'interesse
Nel territorio di Patney sono presenti alcuni luoghi di un certo interesse. La struttura del villaggio è quella della fine del XVIII secolo. I cottage più vecchi si trovano lungo entrambi i lati della via di comunicazione principale nord-orientale e includono almeno una casa con struttura in legno del XVII secolo. Di fronte a Manor Farm, che nel 1976 segnava il limite dell'insediamento sul lato nord, si trova Home Farm, in passato chiamata Queen Anne's Cottage, e potrebbe essere stata annessa alla piccola tenuta detenuta nel XVIII secolo dai conti di Abingdon. Si tratta di una casa in mattoni del tardo XVII con rivestimenti in pietra. La facciata d'ingresso nord-occidentale, molto modificata nel 1976, aveva originariamente cinque campate di finestre a bifore e traverse. La struttura di maggior interesse è il vecchio luogo di culto.
- Chiesa di San Svitino (in inglese Church of St Swithin). La chiesa dedicata a san Svitino era un luogo di culto anglicano. La struttura che ci è pervenuta risale al XII secolo. In quel periodo apparteneva al priore e ai monaci di Winchester. I rettori venivano nominati dai vescovi fino al XIX secolo, a parte il 1280 e il 1639, quando furono rispettivamente il re e il conte di Pembroke. Nel 1869 il diritto fu trasferito a Oxford e poi nel 1953 al vescovo di Salisbury. La canonica fu tenuta con il beneficio unito di Chirton con Marden dal 1951 e unita a questo nel 1963. Charlton e Wilsford furono aggiunti a questo beneficio nel 1976. La chiesa venne chiusa al culto nel 1992 e da allora i fedeli di Patney hanno avuto come riferimento la chiesa di Chirton. Alla chiesa a lungo fu legata la tenuta chiamata Rectory Farm. Nel 1928 la fattoria fu affittata a H.W.H. Snook che morì nel 1975 e suo figlio, David Snook, ne subentrò nella locazione. Apparteneva alla diocesi di Salisbury e dal 19 marzo 1962 è considerata un monumento classificato di secondo grado per il suo particolare interesse storico e architettonico.[4][5][6][7]